# Premiers secours sur la route
 (décembre 2018).
Si vous disposez d'ouvrages ou d'articles de référence ou si vous connaissez des sites web de qualité traitant du thème abordé ici, merci de compléter l'article en donnant les références utiles à sa vérifiabilité et en les liant à la section « Notes et références ».
Les premiers secours sur la route désignent les gestes de premiers secours adaptés au contexte de la voie publique, et en particulier des accidents de la circulation.
Le présent article concerne la conduite à tenir par un témoin seul et sans matériel ; les techniques en équipe avec du matériel spécifique sont traitées dans l'article Prompt secours routier.
L'action d'un témoin d'un accident de la circulation est la même que pour tout accident ; le « premier pas » :
1. protéger ;
2. alerter ou faire alerter les secours ;
3. secourir.

Cependant, les risques spécifiques et la configuration imposent certaines adaptations.

## Protéger
Avant toute chose, en tant que bon secouriste, il faut analyser la situation. Il est inutile de se précipiter au risque de mettre sa propre vie en danger.

### Premier danger: la circulation
Le principal risque de sur-accident est qu'un véhicule percute une personne (victime, témoins, intervenant) ou un véhicule (véhicule accidenté, véhicule d'un témoin, véhicule d'intervention) — on se souviendra du drame de Loriol. Les risques sont les plus importants sur les routes à grande circulation (autoroutes ou voies express), en période de nuit ou par mauvais temps.
Sur une route rapide à chaussées séparées de type autoroute, en tant que témoin, il faut distinguer deux cas :
- l'accident a lieu sur votre chaussée :
  - mettre ses feux de détresse (warning) ;
  - si une personne s'est déjà occupée du balisage en amont, on se contentera d'aller prévenir les secours en s'arrêtant à la borne d'appel d'urgence suivante ;
  - sinon, s'arrêter si possible après l'accident (voir ci-après) et sur la bande d'arrêt d'urgence ; mettre un vêtement voyant (vêtement clair la nuit, de couleur vive le jour, gilet de haute visibilité si vous en possédez un (obligatoire à ce jour en France)[1] ;
  - mettre ses proches et les témoins à l'abri derrière la rambarde de sécurité ;
  - signaler l'accident à 150–200 mètres au minimum en amont par un triangle de signalisation et/ou une personne faisant des signes (la nuit, penser à utiliser un linge blanc ou mieux, à une lampe électrique) ; la personne effectuant le balisage marchera si possible derrière la barrière de sécurité, la bande d'arrêt d'urgence pouvant être empruntée par des véhicules (automobilistes excédés par le ralentissement, services de secours, écart accidentel d'un véhicule) ;
  - si une personne est éjectée hors de son véhicule sur une des voies de circulation, il faut la tirer sur la bande d'arrêt d'urgence (dégagement d'urgence) en faisant attention à ne pas se faire soi-même renverser ;
- l'accident a lieu sur la chaussée de l'autre côté de la séparation : s'arrêter à la borne d'appel d'urgence suivante, en mettant ses feux de détresse et en stationnant sur la bande d'arrêt d'urgence, et passer l'alerte en précisant bien que l'accident a lieu sur l'autre chaussée ; reprendre la route une fois l'alerte passée (on ne peut rien faire de plus, et rester sur place est dangereux) ; faire des appels de phare pendant quelques instants pour signaler l'accident aux véhicules sur l'autre chaussée.

Sur une route à chaussées non séparées, il faut de même s'arrêter sur le bas-côté en mettant les feux de détresse ; il faut assurer un balisage des deux côtés, en priorité sur la voie de circulation gênée. S'il y a une courbe proche (moins de 100 m), penser à positionner la signalisation avant la courbe. La nuit, on pourra positionner un véhicule afin d'éclairer l'accident avec les phares (en attendant les secours).
En ville, il suffit de mettre des témoins pour dévier la circulation et éviter les conduites à risque des conducteurs énervés par l'encombrement.
Si un témoin en véhicule s'arrête et descend pour porter secours, il est recommandé qu'il garde avec lui ses clefs de contact pour éviter le vol de son véhicule.
Pourquoi faut-il s'arrêter après l'accident ?
- Les autres conducteurs sont distraits par l'accident, le risque est donc en amont ;
- certains véhicules de secours devront se garer devant le véhicule, il faut donc ne pas les gêner et laisser un passage plus large qu'un véhicule léger de tourisme ;
- dans tous les cas, la présence de véhicule avant (en amont) d'un accident risque de le masquer : la visibilité de l'accident réduit le risque de sur-accident.

Pourquoi le balisage est-il à 150–200 m ?
À 130 km/h, il faut environ 150 à 200 m pour s'arrêter ; si un conducteur n'aperçoit le balisage qu'au dernier moment, il lui reste ainsi le temps d'effectuer un freinage d'urgence. À 90 km/h, il suffit d'une centaine de mètres pour s'arrêter, on pourrait donc faire un balisage plus proche sur une route « normale », mais il convient de garder en tête des chiffres simples et de ne pas multiplier les cas particuliers au risque de tout oublier.

### Deuxième danger: l'incendie
Le deuxième risque est le risque d'incendie. Si vous avez un extincteur, sortez-le et mettez-le à proximité du véhicule accidenté. Si l'on peut ouvrir la portière du véhicule accidenté, il faut couper le contact. Il faut interdire de fumer à proximité de l'accident.
Un véhicule peut brûler très vite. Il faut donc, en cas d'incendie, dégager la personne rapidement. Mais le risque d'explosion est proche du zéro absolu, même en cas de véhicule GPL (car muni d'une soupape).
Que faire en cas de début d'incendie ?
Si vous avez un extincteur, tester l'extincteur dans une zone sûre, puis attaquer la base des flammes. Si la fumée sort de dessous le capot, arroser initialement par une des déformations du capot sans le soulever (afin de ne pas apporter d'air), puis soulevez le capot sans vous brûler (à l'aide d'un gant de manutention ou d'un chiffon) et terminer d'arroser en vous protégeant du capot. Si le capot ne présente pas de déformation, on peut déclencher l'ouverture (la manette se trouve en général près du volant), ce qui va avoir pour effet de légèrement le lever ou bien arroser à travers la calandre et la prise d'air côté pare-brise ; cependant, dans le cas général, le moteur prend feu s'il est touché (fuite d'essence), il y aura donc toujours une déformation du capot.
Si vous n'avez pas d'extincteur ou que l'extinction est inefficace, il faut extraire les victimes du véhicule (dégagement d'urgence).
Notez que le contact doit être coupé pour prévenir l'apparition du feu ; si le feu démarre avant que vous ayez eu le temps de couper le contact, il est alors inutile de le faire, cela retarde même inutilement (et donc dangereusement) les autres gestes (extinction, dégagement d'urgence...).
- Note : Lorsque l'on s'approche du véhicule accidenté pour ouvrir la portière, il est recommandé de l'aborder par l'avant, ainsi, les victimes verront arriver le sauveteur et ne seront pas surprises lors de l'ouverture de la portière (en cas de surprise, elles risquent de tourner la tête et donc d'aggraver un éventuel traumatisme aux vertèbres cervicales).

### Troisième danger: les mouvements du véhicule accidenté
Le troisième risque est le mouvement des véhicules accidentés : serrer le frein à main et engager une vitesse (le contact étant coupé).
Pour ces opérations (couper le contact, serrer le frein à main et engager une vitesse), il faut faire attention à n'engager que le bras dans le véhicule en raison du risque de déclenchement intempestif des coussins gonflables à explosif (Airbags). Par ailleurs, il faut s'attacher à éviter de faire trop bouger les suspensions, afin de ne pas faire bouger les victimes et aggraver un éventuel traumatisme.

## Alerter
Sur la route hors agglomération, indiquer :
- le numéro de la route (par exemple « RN 11 », « RD 95 »),
- une estimation de la position (par exemple « entre la sortie de Beaulieu et la sortie de Dompierre ») ; penser à utiliser les panneaux indicateurs ainsi que les points kilométriques qui jalonnent certaines routes ;
- la voie sur laquelle s'est produit l'accident, surtout pour les routes à chaussées séparées de type autoroute (par exemple « dans le sens La Rochelle-Niort »).

En raison des difficultés de localisation, il est préférable d'utiliser les bornes d'appel d'urgence sur les autoroutes et voies express, ou les téléphones fixes si disponible (cabine publique, commerce, habitation). De ce fait, même si l'on voit une personne appeler de son portable sur le bord de la route, il faut tout de même s'arrêter à la borne d'appel suivante ; les secours auront donc un appel sur place permettant d'avoir une bonne estimation de la gravité, et un appel d'une borne permettant d'avoir une bonne localisation.
En France, les bornes d'appel qui sont présentes sur certaines routes départementales (les ex-nationales) ne sont plus entretenues et sont amenées à disparaître.

## Secourir
Si l'on est formé aux gestes de premiers secours, il faut les adapter à la configuration.
Il est important d'agir même si l'on n'est pas le premier sur les lieux. En effet, du fait de la sidération (surprise, fascination, peur), il est probable que les personnes présentes n'aient pas eu la présence d'esprit ou le courage de protéger et d'alerter. Pour ce qui est des actes de secours à personne, il convient de rester très prudent en raison des risques extrêmes, en respectant les précautions élémentaires, en particulier marcher de l'autre côté de la barrière de sécurité en surveillant en permanence la circulation. Il importe également de se conformer aux indications des services de secours, donnés lors de l'appel ou bien lorsqu'ils se présentent.

### Victime allongée sur la chaussée
Le cas d'une victime allongée sur la chaussée ou sur le bas-côté (piéton, deux roues, personne éjectée) est assez proche des situations d'accident domestique.
Les blessures sont souvent multiples, il faut donc, en attendant les secours, traiter en priorité les détresses vitales : hémorragie, inconscience, arrêt de la respiration. On soupçonnera toujours une atteinte traumatique du dos, on interdira donc de bouger la victime et on maintiendra systématiquement la tête dans la position dans laquelle on a trouvé la personne, sauf si celle-ci est inconsciente (mise en PLS) ou soumise à un danger imminent (dégagement d'urgence). Les autres atteintes (plaies, brûlures) sont secondaires et seront prises en charge par les secours.
Se pose cependant le problème du casque :
- le retrait du casque est une opération délicate qui risque d'aggraver un possible traumatisme de la nuque ; il faut donc laisser le casque en place sur une personne consciente, se contenter d'ouvrir la visière en maintenant le casque dans la position d'origine ;
- si la personne est inconsciente mais respire, il faut la tourner en position latérale de sécurité ; il existe une technique de retrait de casque permettant une meilleure prise en charge, si on ne la connaît pas, on se contente de tourner la personne avec son casque ;
- si la personne ne respire pas, il faudra de toute manière lui retirer le casque pour lui faire la ventilation artificielle, peu importe la manière avec une extrême prudence.

### Victime debout
Une victime peut parfois se lever d'elle-même. Si cela est un bon présage (elle est consciente), elle peut être tout de même gravement blessée et son état peut se dégrader. En particulier, elle peut très bien souffrir d'une fracture du rachis qui n'aurait pas encore bougé mais pourrait se mobiliser par la suite, d'un traumatisme crânien, d'une hémorragie…
Le principal problème sera de calmer la victime et de la faire patienter jusqu'à l'arrivée des secours. Le problème de la position d'attente est ici délicat : si la position la mieux adaptée est la position allongée, le changement de position va occasionner une mobilisation du rachis et donc peut faire bouger un traumatisme instable et causer des dégâts irréparables (paralysie voire décès). Il n'y a pas de réponse simple à ce problème.
Cela est à moduler en fonction du mécanisme et de la cinématique de l'accident.

### Victime dans un véhicule
Dans le cas d'une personne dans un véhicule se pose le problème :
- de l'accès : si les portes ne s'ouvrent pas (par exemple à cause de la déformation de la tôle), il peut être nécessaire de casser une vitre (par exemple avec la manivelle d'un cric) en faisant attention à ne pas se blesser et à ne pas blesser les occupants, et toujours casser la vitre du côté opposé à la victime ;
- les coussins gonflables explosifs (type Airbag), s'ils ne se sont pas déclenchés, présentent un risque ; il ne faut en particulier pas s'interposer entre le tableau de bord et les occupants ;
- les victimes sont assises, il faut éviter de les mobiliser donc les laisser dans l'habitacle (sauf nécessité d'un dégagement d'urgence) ; les gestes doivent donc être adaptés à la situation assise :
  - libération des voies aériennes : une victime inconsciente et qui respire doit être laissée assise, mais il faut la redresser contre le dossier et maintenir sa tête en bascule prudente;
  - arrêt d'une hémorragie : outre les appuis manuels directs et tampons relais, seuls les points de compression aux membres supérieurs et au cou sont possibles ; il n'est pas possible de faire un point de compression aux membres inférieurs, donc si l'appui manuel direct est impossible ou inefficace, il faut directement faire un garrot.

Il faut bien penser à interroger les personnes impliquées pour savoir combien de personnes étaient dans le véhicule ; en effet, des personnes peuvent avoir été éjectées hors de vue. Penser aussi à interroger les témoins à ce sujet.

### Accident collectif
Dans le cas d'un accident collectif (par exemple un accident de car), on s'attachera en priorité à s'occuper des personnes valides afin de les regrouper dans une zone de sécurité en attendant les secours, et ce d'autant plus qu'étant choquées psychologiquement, les impliqués n'ont pas leur capacité de réflexion et peuvent déambuler sur la chaussée ; il vaut mieux éviter de nouvelles victimes plutôt que de se focaliser sur une seule détresse.